# فیض‌آباد (زبرخان)
فیض‌آباد (زبرخان)، روستایی از توابع بخش زبرخان شهرستان نیشابور در استان خراسان رضوی ایران است.

## جمعیت
این روستا در دهستان زبرخان قرار دارد و براساس سرشماری مرکز آمار ایران در سال ۱۳۸۵، جمعیت آن کمتر از سه خانوار بوده‌است.